# Scyliorhinus retifer
Roussette maille
Espèce
Statut de conservation UICN

 LC  : Préoccupation mineure
Répartition géographique
Scyliorhinus retifer est une espèce de requins présente sur la côte Atlantique de l'Amérique du Nord.

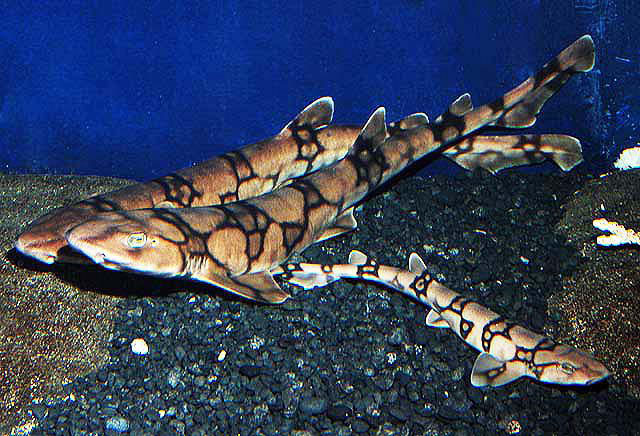
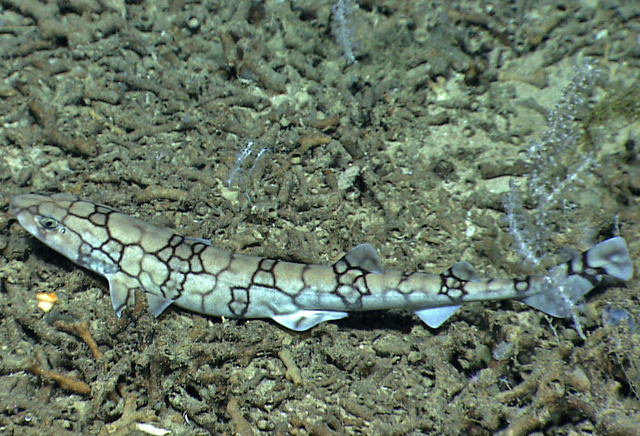
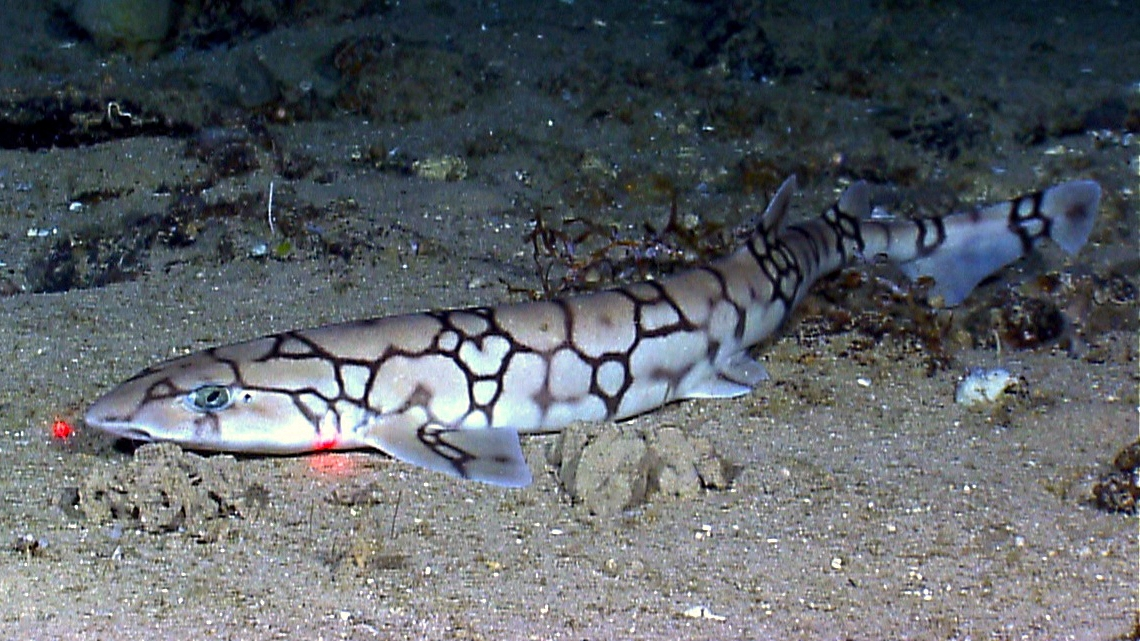
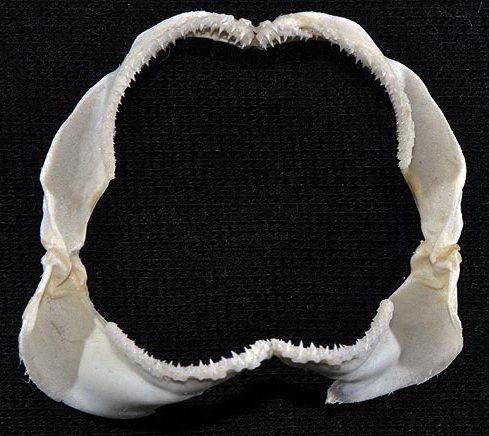